# Lomechusoides reitteri
Lomechusoides reitteri (лат.) — вид мирмекофильных жуков-стафилинид из подсемейства Aleocharinae. Назван в честь коллектора типовой серии австрийского энтомолога Эдмунда Райттера (Edmund Reitter; 1845—1920).

## Распространение
Россия (район реки Амур, точное местонахождение неизвестно).

## Описание
Коротконадкрылые жуки, длина около 4 мм. Все тело, включая придатки, однотонно светло-красного цвета. Брюшко: видимый тергит II плотно пунктирован и сетчатый, видимые тергиты III—IV с плотной пунктировкой, видимые тергиты V—VII с редкой пунктировкой и сетчатостью только по заднему краю, базальная часть лишена пунктировки, видимые тергиты VI—VII с редкой и более крупной пунктировкой на латеральных частях, базальная часть лишена пунктировки, видимые тергиты II—VII неравномерно и редко микроскульптурированы. От очень близкого вида L. dlabolai таксон L. reitteri отличается по вискам, которые слегка сужены за глазами и субпараллельны сзади, по форме переднеспинки, боковые стороны которой закруглены в передней четверти, оставшаяся часть прямая и сильно расходящаяся в заднем направлении, по заостренным задним пронотальным углам, латеральными краями, которые при виде сбоку четко утончены в переднем направлении и слабо изогнуты в задней пясти, тем, что переднеспинка в задних углах немного уже, чем надкрылья в области плечей, и метавентральным отростком с крышевидным возвышением по средней линии. Кроме того, апикальная доля эдеагуса вентрально более тонкая по сравнению с L. dlabolai, а боковые стороны четко сходятся в апикальном направлении вентрально. От всех остальных видов видового комплекса L. strumosus отличается одноцветностью и меньшими размерами тела. Вид был впервые описан в 2023 году группой энтомологов из Словакии (Tomáš Jászay, Peter Hlaváč) и Чехии (Petr Baňař).